# Aristida tricornis
Aristida tricornis là một loài thực vật có hoa trong họ Hòa thảo. Loài này được H.Scholz & P.König mô tả khoa học đầu tiên năm 1988.